# Alcis moupinaria
Alcis moupinaria är en fjärilsart som beskrevs av John Henry Leech 1897. Alcis moupinaria ingår i släktet Alcis och familjen mätare. Inga underarter finns listade i Catalogue of Life.